# Rob Hume
Rob Hume es un ornitólogo y escritor inglés especializado en temas relacionados con la naturaleza y las aves, como la gripe aviar. Desde 1989 es el editor de la revista Birds de la Royal Society for the Protection of Birds.
Hume realizó sus primeros trabajos de observación de aves en Chasewater, y fue miembro de la West Midland Bird Club. Desde 1989 es el editor de la revista Birds publicada por la Royal Society for the Protection of Birds.
Fue miembro y presidente en funciones del British Birds Rarities Committee y de la junta editorial de British Birds magazine, renunciando a ambos cargos en 1997.
Su autobiografía, Life with birds, se publicó en septiembre de 2005.

## Obras
(incompleta)
- A Birdwatcher's Miscellany, Blandford Press, 1984 ISBN 0-7137-1385-2
- A Year of Bird Life, RSPB, 1985
- Birds of Britain, AA Publishing, 1988
- Birds by Character - Britain & Europe: A Fieldguide to Jizz, Macmillan, 1990
- Owls of the World Dragon's World, 1991
- Focus on Birdwatching Heinemann, 1992
- Discovering Birds, A & C Black, 1993
- Seabirds (Hamlyn Bird Behaviour Guides) Hamlyn, 1993
- Collins Gem Photoguide Birdwatching, Collins, 1995
- The Shell Easy Bird Guide, 1997
- Birds: An Artist's View, Courage Books, 1998
- Macmillan Bird Guide, Macmillan, 1998
- RSPB Birds of Britain and Europe, Dorling Kindersley, 2002
- RSPB Complete Birds of Britain and Europe, Dorling Kindersley, 2002
- RSPB Birdwatching, Dorling Kindersley, 2003
- English Birds and Green Places: Selected Writings: A Selection from the Writings of W.H. Hudson (Introduction), Weidenfeld & Nicholson, 2004, ISBN 0-575-07207-5
- Rob Hume, Guilhem Lesaffre, Marc Duquet, 2004, Oiseaux de France et d'Europe, Larousse ISBN 2-03-560311-0 (en francés)
- Life With Birds (autobiografía), David & Charles, 2005, ISBN 0-7153-2181-1